# Primeiro de Maio
Primeiro de Maio è un comune del Brasile nello Stato del Paraná, parte della mesoregione del Norte Central Paranaense e della microregione di Porecatu.